# Calvoa angolensis
Calvoa angolensis är en tvåhjärtbladig växtart som beskrevs av Abílio Fernandes och Rosette Mercedes Saraiva Batarda Fernandes. Calvoa angolensis ingår i släktet Calvoa och familjen Melastomataceae. Inga underarter finns listade i Catalogue of Life.